# La Livinière
La Livinière este o comună în departamentul Hérault din sudul Franței. În 2009 avea o populație de 544 de locuitori.

## Evoluția populației
| An        | 1975 | 1982 | 1990 | 1999 | 2006 | 2009 |
| --------- | ---- | ---- | ---- | ---- | ---- | ---- |
| Populație | 567  | 512  | 506  | 588  | 558  | 544  |